# 比比·阿伊莎
比比·阿伊莎（英語：Bibi Ayesha），是阿富汗一位女性军事领导人，也是阿富汗唯一的女军阀。她的根据地位于巴格兰省纳赫林山谷地区，拥有着50至150名部队为她效力。
她的外号称为卡夫塔尔（波斯语：Kaftar，意思为「鸽子」，意誉她动作敏捷，杀人优雅），她从少女时期便投入战场，在与苏联和塔利班的战斗中闻名。

## 生平
比比·阿伊莎出生于巴格兰省的加维村，父亲名叫哈吉·道拉特，他有7个妻子，与第二任妻子有10个孩子。在这些孩子中，比比·阿伊莎是最受爱戴。她在14岁那年拿着枪，同年嫁给了商人沙德·穆罕默德（Shad Muhammad），他的丈夫最终死于不明疾病。比比·阿伊莎和丈夫一共育有7个孩子，孩子长大后都加入了比比·阿伊莎队伍，并成为她的得力帮手。在与塔利班一次战斗中，比比·阿伊莎两个儿子战死沙场。
1979年，苏联入侵阿富汗，苏军突击队在入侵期间，在比比·阿伊莎居住的山谷中谋杀了她的儿子。她进而转向圣战运动，组织了一支护卫山谷的民兵部队与苏军作战，并与北方联盟的领导人艾哈迈德·沙阿·马苏德联手抗敌，她的名声随着杀害苏联突击队而开始增长，队友称她为「卡夫塔尔」，是阿富汗对苏联战争中唯一的女性指挥官。在1990年代，塔利班席卷阿富汗大部分地区时，她一直拿起武器作战，甚至成功将其击退，并与其它武装组织展开多年的血腥争斗和相互仇杀。
直到美国于2001年为了打击塔利班政权而进入阿富汗时，东北部是由一群地方军阀（例如比比·阿伊莎）统治。联合国随之启动了一个名为「非法武装团体解散」（DIAG）的计划。2004年初，比比·阿伊莎被解除了军事指挥权，但她还是当地的知名领袖，致力于保护纳赫林的小镇，并在那里调解居民之间的纠纷。
到2006年，DIAG计划解除了约60,000名武装分子的武装。阿富汗政府随着面临第二个问题：战斗人员失业。联合国对阿富汗投资了多项方案，包括针对前战斗人员的商业课程，重点是工作技能。但是，大多数的战斗人员，例如比比·阿伊莎，都不希望解除武装。
2004年美国人离开后，塔利班武装开始逐步活跃，阿富汗的安全局势在之后几年随之恶化。而阿富汗总统阿什拉夫·加尼于2014年底上任时，他曾积极尝试解散所有民兵部队，结果引起地方武装组织的不满，拒绝与塔利班作战，从而为叛乱分子进军昆都士市开辟了道路。比比·阿伊莎同年接受访问时称，她后悔当年放弃了她的英国老式李-恩菲尔德步枪。
塔利班因为在1990年代掌权期间时强硬禁止妇女接受教育和工作，而其谈判小组在与阿富汗和平谈判中声称自己将在伊斯兰框架内致力于维护妇女的权利。比比·阿伊莎在2015年接受阿富汗自由广播电台的采访时，表示反对阿富汗政府与塔利班进行和谈。她告诉自由阿富汗广播电台：「我不认为塔利班会改变其思想，也不认为可以通过谈判来解决这个问题。」她指着俄罗斯制造的Ak-47武器说：「这场战争的解决办法只有靠安拉，或通过我手中这把美丽的卡拉什尼科夫自動步槍。」
2020年10月18日，比比·阿伊莎的部队遭到120名塔利班武装分子的攻击。她的近亲之一卡兹·哈瓦斯·汗（Qazi Hawas Khan）谴责塔利班在过去几个小时内袭击在纳赫林的一些阵地，炸死了至少两名男子。 汗警告说，在阿富汗安全部队的支持下，一些指挥官的战斗人员别无选择，只能叛逃并加入叛乱分子。在这次袭击之后，塔利班宣布比比·阿伊莎与其追随者已经加入了塔利班。当地巴格兰省的地方官员和她的亲戚证实了她的投降，并表示她的山谷被其他邻近的民兵和塔利班包围，在别无选择下，投降是生存之举。比比·阿伊莎的其中一名儿子拉兹·穆罕默德（Raz Mohammad）表示他们不是投降而是停战。

## 轶事
年近70岁的比比·阿伊莎在接受记者采访时，她认为自己戎马一生，仍然可以在对抗塔利班的战争中发挥优势。
她也驳斥了妇女在阿富汗应排除军事角色的说法，她说：「如果你有一个战士的心，无论你是男人还是女人，都没关系」。
她对阿富汗社会风俗的唯一让步是，她坚持一个男性亲戚陪伴她参加战斗，以符合阿富汗的傳統習俗。
自从战争爆发以来，她只哭了一次。当时她的孙子将她最喜欢的马绑在树上，然后从悬崖上滑下跌死。